# Burt Young
Gerald Tommaso DeLouise (Queens, Nueva York, 30 de abril de 1940-Los Ángeles, 8 de octubre de 2023) más conocido por el nombre artístico de Burt Young, fue un actor estadounidense reconocido por su actuación en las películas de la saga de Rocky como Paulie, el cuñado de Rocky Balboa (Sylvester Stallone). Al igual que Stallone y Tony Burton, ha aparecido en todas las películas de la saga de Rocky Balboa.
Otras apariciones importantes en su carrera incluyen las películas Chinatown (1974), The Gambler (1974), Convoy (1978), Uncle Joe Shannon (1978), Érase una vez en América (1984), The Pope of Greenwich Village (1984), Back to School (1986), Last Exit to Brooklyn (1990), Transamérica (2005) y Win Win (2011).

## Carrera

### Primeros años
Young prestó servicio militar en el Cuerpo de Marines de los Estados Unidos entre 1957 y 1959. Mientras prestaba su servicio, ganó 32 de 34 combates de boxeo. Más tarde se convirtió en profesional y consiguió un récord de 17-0. Su representante fue Cus D'Amato.

### Actuación
Young se hizo un nombre en la industria audiovisual interpretando papeles de italoestadounidenses de clase obrera y de mal carácter; el ejemplo más conocido es su papel como amigo de Rocky Balboa (y futuro cuñado) Paulie en la película Rocky (1976), por la cual recibió una nominación al Óscar en la categoría de mejor actor de reparto. Es uno de los cuatro actores (siendo los otros tres Sylvester Stallone, Stu Nahan y Tony Burton) que aparecieron en las primeras seis películas de la saga de Rocky Balboa (aunque Talia Shire, que aparece en las primeras cinco películas, hace una aparición retrospectiva en la sexta). Young no repitió su papel en la película de 2015 Creed, ya que en la historia, su personaje falleció en 2012.
El actor interpretó roles similares en las películas Chinatown, Convoy, Back to School, The Pope of Greenwich Village, Érase una vez en América, Last Exit to Brooklyn, Downtown: A Street Tale, y un papel incluso más oscuro y brutal en la cinta de terror sobrenatural Amityville II: The Possession. Young también realizó apariciones en televisión, entre las que se incluyen series como The Rockford Files, Baretta, Law & Order, Walker, Texas Ranger y M*A*S*H. Apareció en un episodio de la serie Miami Vice y actuó en el episodio "Another Toothpick" de Los Soprano, interpretando el papel del padre de Bobby Baccalieri.
En 2017, Burt Young retornó a los escenarios interpretando a un veterano jefe de la mafia en The Last Vig, una obra escrita por Dave Varriale, presentada en enero de 2017 en el Zephyr Theatre de Los Ángeles.

### Pintura y escritura
Young también se desempeñó como pintor; su arte ha sido expuesto en galerías de todo el mundo. Como artista, ha colaborado con el escritor Gabriele Tinti, para quien diseñó la portada de la colección de poesía All Over, además de contribuir con las ilustraciones del libro de arte A Man.
Como escritor creó dos guiones filmados y una novela histórica de 400 páginas llamada "Endings". Escribió dos obras para teatro: SOS y A Letter to Alicia and the New York City Government from a Man With a Bullet in His Head.

## Vida personal
Young nació en Queens, Nueva York, hijo de Josephine y Michael, un maestro de secundaria. Estuvo casado con Gloria (fallecida en 1974). Tiene una hija, Anne Morea. Era dueño de un restaurante en el barrio de Bronx (Nueva York). Fue entrenado por Lee Strasberg en el famoso Actors Studio. En 1984 corrió la Maratón de Nueva York.

## Fallecimiento
Su hija Anne Morea Steingieser confirmó al The New York Times que Burt Young falleció el 8 de octubre en Los Ángeles, California. No se indicaron las causas de su muerte. 

## Filmografía

### Cine
| Año  | Título                                           | Personaje                    | Observaciones                                    |
| ---- | ------------------------------------------------ | ---------------------------- | ------------------------------------------------ |
| 1970 | Carnival of Blood                                | Gimpy                        | Como John Harris                                 |
| 1971 | Born to Win                                      |                              |                                                  |
| 1971 | The Gang That Couldn't Shoot Straight            | Willie Quarequlo             |                                                  |
| 1972 | Across 110th Street                              | Lapides                      |                                                  |
| 1973 | Cinderella Liberty                               | Maestro de armas             |                                                  |
| 1974 | Chinatown                                        | Curly                        |                                                  |
| 1974 | The Gambler                                      | Carmine                      |                                                  |
| 1975 | The Killer Elite                                 | Mac                          |                                                  |
| 1975 | Live A Little, Steal A Lot                       | Sgt. Bernasconi              |                                                  |
| 1976 | Harry y Walter van a Nueva York                  | Warden Durgom                |                                                  |
| 1976 | Rocky                                            | Paulie Pennino               | Nominado - Premio Óscar a mejor actor de reparto |
| 1977 | La patrulla de los inmorales                     | Scuzzi                       |                                                  |
| 1978 | Convoy                                           | Bobby "Love Machine" Pig Pen |                                                  |
| 1978 | Uncle Joe Shannon                                | Joe Shannon                  | También guionista                                |
| 1979 | Rocky II                                         | Paulie Pennino               |                                                  |
| 1981 | Blood Beach                                      | Sgt. Royko                   |                                                  |
| 1981 | ...All the Marbles                               | Eddie Cisco                  |                                                  |
| 1982 | Rocky III                                        | Paulie Pennino               |                                                  |
| 1982 | Amityville II: The Possession                    | Anthony Montelli             |                                                  |
| 1982 | Lookin' to Get Out                               | Jerry Feldman                |                                                  |
| 1984 | Over the Brooklyn Bridge                         | Phil                         |                                                  |
| 1984 | Once Upon a Time in America                      | Joe                          |                                                  |
| 1984 | The Pope of Greenwich Village                    | Bed Bug Eddie                |                                                  |
| 1985 | Rocky IV                                         | Paulie Pennino               |                                                  |
| 1985 | A Summer to Remember                             | Fidel Fargo                  |                                                  |
| 1986 | Back to School                                   | Lou                          |                                                  |
| 1989 | Going Overboard                                  | General Noriega              |                                                  |
| 1989 | Blood Red                                        | Andrews                      |                                                  |
| 1989 | Beverly Hills Brats                              | Clive                        |                                                  |
| 1990 | Last Exit to Brooklyn                            | Big Joe                      |                                                  |
| 1990 | Betsy's Wedding                                  | Georgie                      |                                                  |
| 1990 | Wait Until Spring, Bandini                       | Rocco Saccone                |                                                  |
| 1990 | Club Fed                                         | Warden Boyle                 |                                                  |
| 1990 | Diving In                                        | Entrenador Mack              |                                                  |
| 1990 | Backstreet Dreams                                | Luca                         |                                                  |
| 1990 | Rocky V                                          | Paulie Pennino               |                                                  |
| 1991 | Bright Angel                                     | Art                          |                                                  |
| 1991 | Red American                                     | George Maniago               |                                                  |
| 1992 | Circle of Fear                                   | Mancini                      |                                                  |
| 1992 | Cattive ragazze                                  |                              |                                                  |
| 1993 | Excessive Force                                  | Sal DiMarco                  |                                                  |
| 1995 | Opposite Corners                                 |                              | Directo a vídeo                                  |
| 1996 | Estrella del norte                               | Reno                         | Directo a vídeo                                  |
| 1997 | She's So Lovely                                  | Lorenzo                      |                                                  |
| 1997 | Kicked in the Head                               | Jack                         |                                                  |
| 1997 | The Deli                                         | JC                           |                                                  |
| 1997 | Heaven Before I Die                              | Pollof                       | Directo a vídeo                                  |
| 1997 | The Good Life                                    | Jimmy                        | Nunca estrenada                                  |
| 1997 | The Undertaker's Wedding                         | Alberto                      | Directo a vídeo                                  |
| 1999 | Mickey Blue Eyes                                 | Vito Graziosi                |                                                  |
| 1999 | Loser Love                                       | Sydney Delacroix             |                                                  |
| 2000 | The Florentine                                   | Joe McCollough               |                                                  |
| 2000 | Very Mean Men                                    | Dominic Piazza               |                                                  |
| 2000 | Blue Moon                                        | Bobby                        |                                                  |
| 2000 | Table One                                        | Frankie Chips                | Directo a vídeo                                  |
| 2001 | The Boys of Sunset Ridge                         | Hank Bartlowski              |                                                  |
| 2002 | The Adventures of Pluto Nash                     | Gino                         |                                                  |
| 2002 | Checkout                                         | Tío Louie                    |                                                  |
| 2002 | Kiss the Bride                                   | Santo Sposato                |                                                  |
| 2003 | Crooked Line                                     | Mike Ameche                  |                                                  |
| 2004 | The Wager                                        | Jack Stockman                |                                                  |
| 2005 | Land of Plenty                                   | Sherman                      |                                                  |
| 2005 | Carlito's Way: Rise to Power                     | Artie Bottolota              | Directo a vídeo                                  |
| 2005 | Shut Up and Kiss Me                              | Vincent Bublioni             |                                                  |
| 2005 | Transamerica                                     | Murray                       |                                                  |
| 2006 | RevoLOUtion: The Transformation of Lou Benedetti | Él mismo                     |                                                  |
| 2006 | Nicky's Game                                     | Leo Singer                   | Cortometraje                                     |
| 2006 | Rocky Balboa                                     | Paulie Pennino               |                                                  |
| 2007 | Blue Lake Massacre                               | Pops                         |                                                  |
| 2007 | Downtown: A Street Tale                          | Gus                          |                                                  |
| 2007 | Go Go Tales                                      | Murray                       |                                                  |
| 2007 | Oliviero Rising                                  | Santino                      |                                                  |
| 2007 | The Hideout                                      | Mueller                      |                                                  |
| 2007 | Hack!                                            | J. T. Bates                  | Directo a vídeo                                  |
| 2008 | Carnera: The Walking Mountain                    | Lou Serosi                   |                                                  |
| 2009 | New York, I Love You                             | Landlord                     |                                                  |
| 2010 | Kingshighway                                     | Mario Capriolini             |                                                  |
| 2011 | Win Win                                          | Leo Poplar                   |                                                  |
| 2012 | Asleep at the Wheel                              | Juez                         |                                                  |
| 2013 | See You Tomorrow                                 | Mario Palagonia              |                                                  |
| 2013 | Tom in America                                   | Michael                      |                                                  |
| 2014 | Rob the Mob                                      | Joey D                       |                                                  |
| 2017 | The Neighborhood                                 | Jingles                      |                                                  |
| 2018 | The Amityville Murders                           | Brigante                     |                                                  |

### Televisión
| Año       | Título                                  | Papel                     | Notas                                           |
| --------- | --------------------------------------- | ------------------------- | ----------------------------------------------- |
| 1969      | The Doctors                             | Barman                    | 1 episodio                                      |
| 1973      | The Connection                          | Ernie                     | Telefilme                                       |
| 1973      | M*A*S*H                                 | Teniente Willis           | Episodio: "L.I.P. (Local Indigenous Personnel)" |
| 1974      | The Great Niagara                       | Ace Tully                 | Telefilme                                       |
| 1975      | Hustling                                | Gustavino                 | Telefilme                                       |
| 1976      | The Rockford Files                      | Stuart Gaily              | Episodio: "The Family Hour"                     |
| 1975–1976 | Baretta                                 | Johnny Checco             | 3 episodios                                     |
| 1976      | Serpico                                 | Alec Rosen                | Episodio: "The Deadly Game"                     |
| 1976      | Woman of the Year                       | Ralph Rodino              | Telefilme                                       |
| 1978      | Daddy, I Don’t Like It Like This        | Rocco Agnelli             | Telefilme                                       |
| 1980      | Murder Can Hurt You                     | Teniente Palumbo          | Telefilme                                       |
| 1983      | You and Me Kid                          |                           | Serie de televisión                             |
| 1984      | Miami Vice                              | Lupo Ramírez              | Episodio: "Give a Little, Take a Little"        |
| 1985      | Airwolf                                 |                           | Episodio: "Prisoner Of Yesterday"               |
| 1985      | A Summer to Remember                    | Fidel Fargo               | Telefilme                                       |
| 1985      | The Equalizer                           | Louie Ganucci             | Episodio: "The Confirmation Day"                |
| 1986      | The New Alfred Hitchcock Presents       | Ed Fratus                 | Episodio: "Road Hog"                            |
| 1987      | Roomies                                 | Nick Chase                | 8 episodios                                     |
| 1990      | Vendetta: Secrets of a Mafia Bride      | Vincent Dominici          | Miniserie                                       |
| 1992      | The Final Contract                      |                           | Telefilme                                       |
| 1992      | Tales from the Crypt                    | Apostador                 | Episodio: "Split Personality"                   |
| 1993      | Double Deception                        | Zimmer                    | Telefilme                                       |
| 1994      | Columbo                                 | Mo Weinberg               | Episodio: "Undercover"                          |
| 1994      | Crocodile Shoes                         | Lou Benedetti             | Miniserie                                       |
| 1995      | Bless This House                        | Señor Riveto              | Episodio: "The Postman Always Moves Twice"      |
| 1996–1997 | Walker, Texas Ranger                    | Jack Belmont              | 2 episodios                                     |
| 1997      | The Last Don                            | Virginio Ballazzo         | Miniserie                                       |
| 1997      | Law & Order                             | Lewis Darnell             | Episodio: "Mad Dog"                             |
| 1997      | Before Women Had Wings                  | Louis Ippolito            | Telefilme                                       |
| 1997      | The Outer Limits                        | Capitán Parker            | Episodio: "Tempests"                            |
| 1998      | Greener Fields                          | Gallagher                 | Telefilme                                       |
| 2001      | Los Soprano                             | Bobby "Bacala" Baccalieri | Episodio: "Another Toothpick"                   |
| 2002      | Alternate Realities                     | Frank                     | Serie de televisión                             |
| 2003      | The Handler                             | Dino Mantoni              | Episodio: "Bruno Comes Back"                    |
| 2009      | Law & Order: Special Victims Unit       | Eddy Mack                 | Episodio: "Snatched"                            |
| 2013      | Baciamo le mani - Palermo New York 1958 | Gillo Draghi              | Miniserie                                       |
| 2016      | Horace and Pete                         | Horace                    | Miniserie                                       |
| 2018      | Kevin Can Wait                          | Marv                      | Temporada 2                                     |
| 2019      | Muñeca Rusa                             | Vecino                    | Miniserie de Netflix                            |

## Premios y nominaciones
Óscar
| Año  | Categoría              | Película | Resultado |
| ---- | ---------------------- | -------- | --------- |
| 1977 | Mejor Actor de Reparto | Rocky    | Nominado  |